# Lovely Godivas Lopp
Lovely Godivas Lopp är ett travlopp för varmblodiga femåriga ston som körs på Åbytravet utanför Göteborg varje år under våren. Det går av stapeln samma tävlingsdag som Paralympiatravet. Det är ett Grupp 2-lopp, det vill säga ett lopp av näst högsta internationella klass. Loppet körs över 2140 meter med autostart. Loppet har fått sitt namn efter travhästen Lovely Godiva.
Första upplagan av Lovely Godivas Lopp kördes den 13 maj 2010. Vid de fyra första upplagorna var förstapriset 300 000 kronor. Under åren 2014–2017 var förstapris 250 000 kronor. År 2018 höjdes förstapriset till 300 000 kronor igen. År 2021 sänktes det tillbaka till 250 000 kronor.
Örjan Kihlström och Björn Goop är de enda kuskarna som vunnit loppet fler än en gång, Goop har två segrar (2014, 2019) och Kihlström fyra (2012, 2017, 2020, 2022).

## Vinnare
| År   | Häst                    | Kusk              | Tränare               | Tid    | Odds  | Tvåa            | Trea               |
| ---- | ----------------------- | ----------------- | --------------------- | ------ | ----- | --------------- | ------------------ |
| 2024 | Decision Maker          | Carl Johan Jepson | Stefan Melander       | 1.11,1 | 5,16  | Delicious Gar   | Queen Belina       |
| 2023 | Imhatra Am              | Mats E. Djuse     | Jörgen Westholm       | 1.11,7 | 5,62  | Isla Jet        | Chanel Trio        |
| 2022 | Honey Mearas            | Örjan Kihlström   | Daniel Redén          | 1.11,8 | 2,82  | Sayonara        | Florist            |
| 2021 | Allegra Gifont          | Mika Forss        | Alessandro Gocciadoro | 1.13,2 | 2.03  | Mellby Harissa  | Alhambra Mail      |
| 2020 | Conrads Rödluva         | Örjan Kihlström   | Daniel Redén          | 1.12,8 | 1.45  | Zaniah Bi       | Vikens Fingerprint |
| 2019 | Mellby Free             | Björn Goop        | Björn Goop            | 1.14,4 | 2.38  | Calina          | Commit Boom Bay    |
| 2018 | Ultra Bright            | Fredrik Persson   | Fredrik Persson       | 1.12,2 | 4.76  | Double Exposure | Unique Juni        |
| 2017 | Wild Honey              | Örjan Kihlström   | Daniel Redén          | 1.11,9 | 1.53  | Gematria        | Ilona Håleryd      |
| 2016 | Roses Glory             | Veijo Heiskanen   | Veijo Heiskanen       | 1.12,4 | 2.41  | Trinity Zet     | Jetta Palema       |
| 2015 | Backfire                | Johnny Takter     | Tomas Malmqvist       | 1.12,3 | 3.51  | Talk The Talk   | Rossella Ross      |
| 2014 | Stylish Hanover         | Björn Goop        | Lars Friberg          | 1.13,0 | 6.69  | M.T.Harmony     | Sahara Fairytale   |
| 2013 | Askens Valencia         | Jorma Kontio      | Timo Nurmos           | 1.12,2 | 3.35  | Mermaid Ås      | Orsia              |
| 2012 | Tamla Celeber           | Örjan Kihlström   | Roger Walmann         | 1.14,6 | 5.10  | Canaka B.F.     | Merger Blue Chip   |
| 2011 | Jullan                  | Erik Adielsson    | Stig H. Johansson     | 1.13,2 | 24.74 | Viola Silas     | Dileva Käll        |
| 2010 | Bring Me Luck Back U.S. | Stefan Persson    | Stefan Persson        | 1.13,7 | 64.24 | Vanessa du Ling | Caddie Dream       |